# Conseil d'allégeance
Le Conseil d'allégeance (en arabe : هيئة البيعة, Hayat al-Bay’ah) est le conseil chargé de déterminer la succession au trône d'Arabie saoudite. Le Conseil a été instauré par le roi Abdallah en 2007 et est composé de descendants d'Ibn Saoud.
Le Conseil a été dirigé jusqu'à sa mort en 2017 par Micha’al ben Abdelaziz Al Saoud (né en 1926), qui n'a pas été remplacé.

## Histoire
Dans la loi fondamentale saoudienne de 1992, le choix du prince héritier est fait par le roi. Cependant, dans les faits, le choix est le résultat d'un consensus entre plusieurs familles de la dynastie saoudienne. En 2006, le roi Abdallah sentant l'influence grandissante des membres du clan des Soudayris décide de créer le Conseil pour diluer leur influence en incluant plus de personnes dans le processus décisionnel.

## Choix
À la mort du prince héritier Sultan ben Abdelaziz Al Saoud en octobre 2011, le Conseil se réunit et choisit pour la première fois un prince héritier : Nayef ben Abdelaziz Al Saoud. Après la mort de ce dernier, le Conseil se réunit le 18 juin 2012 et désigne le prince Salmane ben Abdelaziz Al Saoud comme nouveau prince héritier.

## Note
1. ↑  (en) « Prince Mishal bin Abdulaziz passes away at 90 », sur Arab News, 4 mai 2017 (consulté le 8 mai 2020)
2. ↑  Chapitre 2, article 5, alinéa c.